# Addiction (singel)
Addiction (pol. „Uzależnienie”) – singel duńskiej piosenkarki Mediny z trzeciego albumu studyjnego Welcome to Medina. Tekst został napisany przez samą artystkę, Rasmusa Stabella, Jeppe'a Federspiela i Lise Greene.
Piosenka w Danii znalazła się na #1 pozycji, a w Niemczech na #59.